# أيام الشيعة الاثني عشرية
للشيعة الإثنا عشرية أيام ذات طابع خاص خلال أيام السنة، منها ذكرى ولادة أئمتهم وكذلك وفياتهم. ويحيون هذه الأيام طبقا لاعتقاداتهم والروايات الدينية الخاصة بهم سواء بالفرح أو الحزن.
وفيما يلي قائمة بهذه الأيام وفقا لترتيب الشهور الهجرية:

## المحرم

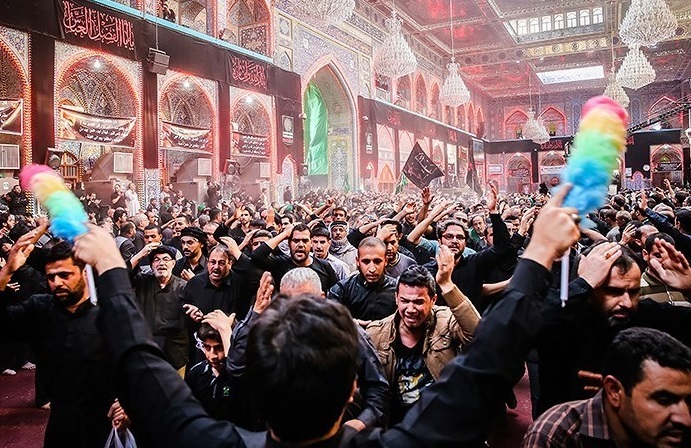
احياء مراسم عاشوراء في كربلاء 2016.

- العشر الأوائل من محرم: عرف شهر محرّم عند الشيعة بشهر الملحمة والعزاء بخصوص الأيام العشرة الأولى من الشهر وذلك بسبب استشهاد الإمام الحسين. ففي هذه الأيام يحي الشيعة عموما وليس الإثنا عشريون فقط ذكرى معركة كربلاء واستشهاد الإمام الحسين وأنصاره. فمن بداية شهر محرم في التقويم الهجري، يقوم الشيعة بارتداء اللباس الأسود، وممارسة مراسمهم الدينية، فتقام مجالس العزاء في الحسينيّات أو في المنازل وتسيّر المواكب لاستذكار الحدث والتعبير عن الحزن بالبكاء ولطم الصدور. وقد يبلغ العزاء ذروته في اليوم العاشر المعروف باسم يوم عاشوراء.[1][2]
- 25 محرم: هو يوم ذكرى شهادة الإمام الرابع عند الشيعة، الإمام علي بن الحسين السجاد المعروف بزين العابدين، الذي استشهد مسموماً عام خمسة وتسعين هجري.[3] أو سنة أربعة وتسعين حسب رواية أخری.[4]

## صفر
- 5 صفر: ذكرى وفاة السيدة رقية بنت الحسين التي كانت مع سبايا واقعة الطف وتوفيت في دمشق.[5]
- 7 صفر: ذكری استشهاد الإمام الثاني للشيعة الإمام الحسن بن علي بن أبي طالب الذي قتل مسموما علي يد زوجته جعدة بنت الأشعث حسب اعتقادهم.[6]
- 17 صفر: استشهاد الإمام الثامن الإمام علي الرضا الذي سمه الخليفة المأمون سنة ثلاث ومئتين للهجرة.[7]
- 20 صفر: يوافق هذا اليوم أربعينية الإمام الحسين وهي من أهم المناسبات عند الشيعة وقد ورد في رواياتهم بأن زيارة الإمام الحسين في الأربعين علامة من علامات المؤمن.[8] فتخرج في هذا اليوم مواكب العزاء ويتوافد مئات الآلاف من الشيعة من كافة أنحاء العالم إلى أرض كربلاء لزيارة قبر الحسين. ويقوم الملايين من الزوار بالحضور إلى كربلاء مشياً على الأقدام مستصحبين معهم الأطفال والشيوخ من العراقيين وغير العراقيين حاملين الرايات تعبيراً عن النُصرة. ويقوم أهالي المدن والقرى المحاذية لطريق الزائرين بنصب سرادقات عزاء أو يفتحون بيوتهم لاستراحة الزوّار وإطعامهم معتبرين ذلك تقرباً إلى الله وتبركاً.

تقول الروايات أن موكب السبايا برفقة الإمام زين العابدين وعمته زينب، وصل إلى كربلاء بعد عودتهم من الشّام يوم العشرين من صفر، وهو اليوم نفسه الّذي وصل فيه الصحابي جابر بن عبد الله الأنصاري إلی كربلاء لزيارة قبر الإمام الحسين. فتلاقوا هناك بالبكاء والحزن واللطم، وأقاموا المآتم والعزاء. وبعد ذلك أصبحت إحياء ذكری استشهاد الإمام الحسين من السنن المستحبة المؤكدة عند شيعة أهل البيت، وتسمى هذه الذكرى محلياً في العراق بزيارة مردّ الرؤوس، وذلك بسبب عودة رؤوس الشهداء إلی كربلاء لدفنها مع الأجساد بعد أن أخذها جيش بني أمية إلى يزيد وطافوا بها تباهياً بالنصر.

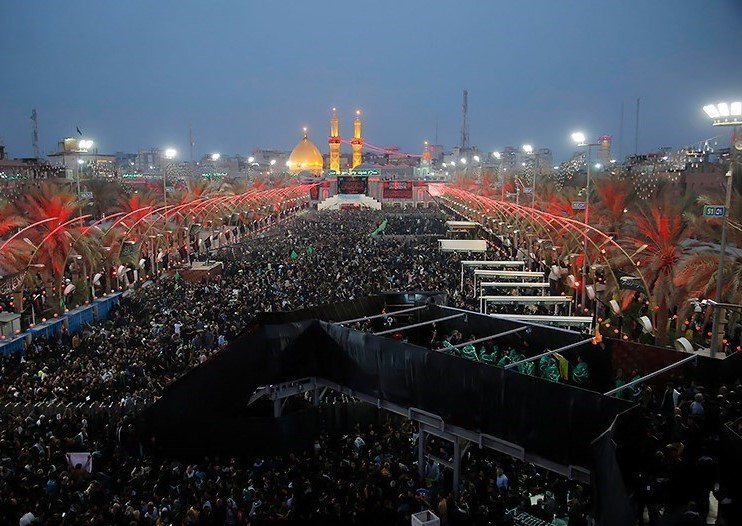
زوار الأربعين في بين الحرمين نوفمبر 2017.
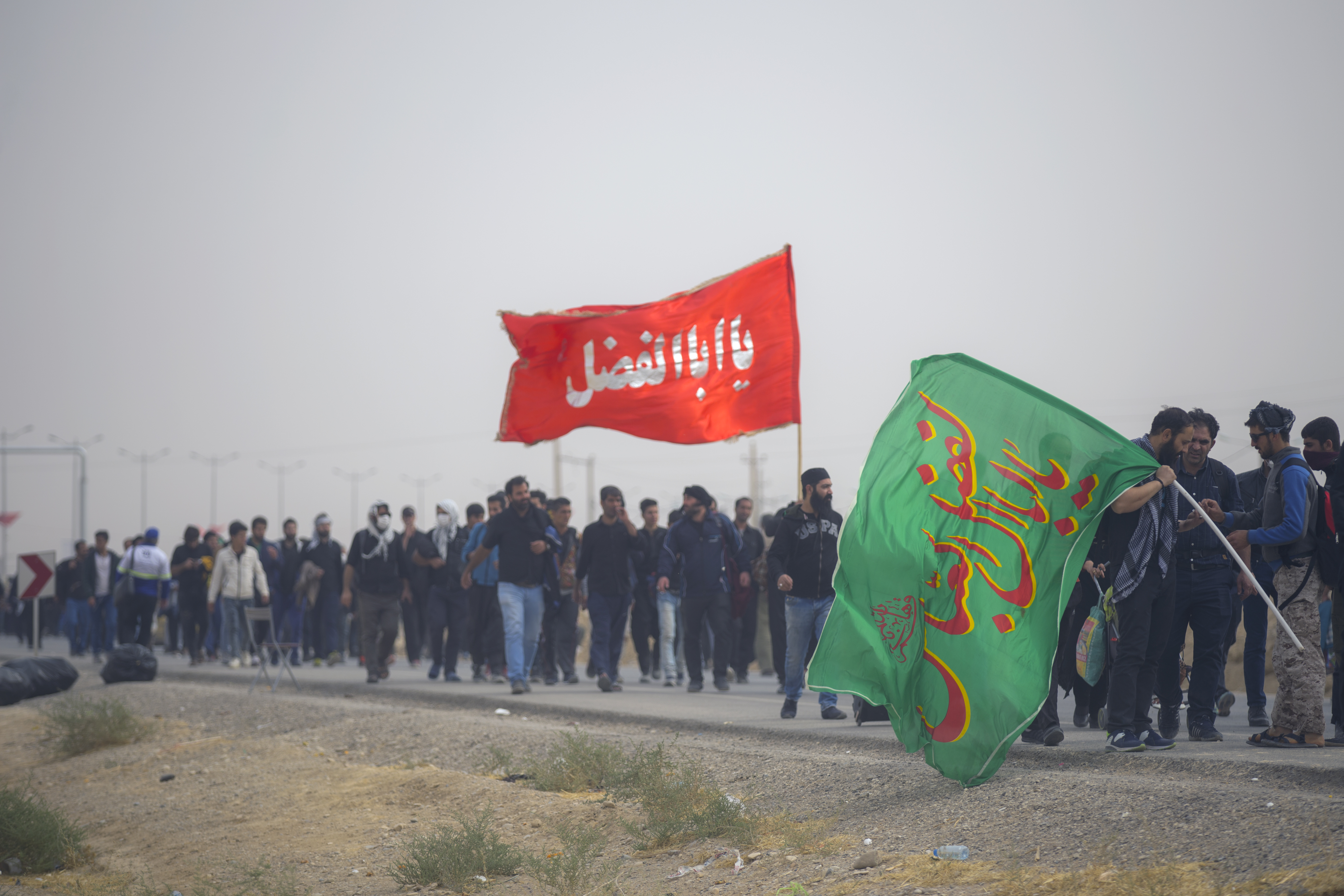
زوار الاربعين في طريق المشاية من النجف إلی كربلاء عام 2016.

- 28 صفر: ذكرى وفاة الرسول محمد بن عبد الله طبقا للروايات الشيعية ويقيم فيها الإثناعشريون الماتم حزنا على وفاة الرسول.
- 30 صفر: شهادة الامام علي بن موسى الرضا سنة 203هـ على رواية الطبرسي وابن الأثير.[11]

## ربيع الأول
- 8 ربيع الأول: ذكرى شهادة الإمام الحادي عشر الحسن العسكري مسموماً على يد المعتمد العباسي في مدينة سامراء سنة 260 هـ.[12]
- 9 ربيع الأول: سمى هذا اليوم بيوم فرحة الزهراء وهو يوم عيد عند الشيعة الإثني عشرية. وذلك بمناسبة تتويج الامام المهدي، الإمام الثاني عشر عند الشيعة، بالإمامة، حيث تسلّم في هذا اليوم مهام الإمامة والولاية، وهو صاحب الدولة الكريمة. ويعتقد البعض بأنه يوم مقتل عمر بن الخطاب.[13][14] فی حین یری الآخرون بأنه غير صحيح، وذلك لاجماع المؤرخين من الشيعة والسنّة على انه قُتل في ذي الحجة.[15] ويعتقد العلامة الشيعي الشيخ المفيد بأن الرسول أمر بجعل هذا اليوم عيدا: «وفي اليوم التاسع منه يوم العيد الكبير وله شرح كبير في غير هذا الموضع، وعيّد فيه النبي (صلى الله عليه وآله) وأمر الناس أن يعيّدوا فيه.»[16]
- 17 ربيع الأول: مولد النبي محمد بن عبد الله في مكّة عند طلوع الفجر من يوم الجمعة في عام الفيل‌ طبقا للروايات الشيعية وهو يوم صيام عند الشيعة الإثناعشرية وتقام الاحتفالات بعد الإفطار ابتهاجا بمولد النبي، ويصادف أيضا مولد الإمام السادس جعفر الصادق سنة ثلاث وثمانين.[11]

## ربيع الثاني
- 8 ربيع الثاني: ذكرى ميلاد الامام الحسن العسكري عام 232 هـ وهو الإمام الحادي عشر للشيعة الاثني عشرية.[17]
- 10 ربيع الثاني: ذكری وفاة السيدة فاطمة المعصومة بنت الإمام الكاظم عام 201هـ.[11]

## جمادى الأولى
- 5 جمادى الأولى: هو يوم مولد السيدة زينب بنت علي بن أبي طالب. ويقوم الشيعة بالاحتفال في هذا اليوم من كل عام.[18]
- 13 و14 و15 جمادى الأولى: تعرف هذه الأيام الثلاثة باسم الأيام الفاطمية الأولى عند الشيعة وهم يحيون في هذه الأيام من كل عام ذكرى شهادة فاطمة الزهراء بنت النبي محمد ويتخذونها أيام حزن وعزاء.[19]

## جمادى الثانية
- 3 جمادى الثانية: هو يوم وفاة فاطمة الزهراء حسب رواية أخری وهذا اليوم أكثر شهرة بين شيعة الإيرانيين. يحيي الشيعة فيها في كل بقاع العالم المجالس الرثائية حداداً وحزناً على ذكرى وفاة ابنة النبي محمد.[19]
- 13 جمادى الثانية: ذكرى وفاة فاطمة الكلابية المعروفة بأم البنين زوجة أمير المؤمنين علي بن أبي طالب في سنة أربع وستين هجرية، والتي لها مكانة رفيعة عند الشيعة.[20]
- 20 جمادى الثانية: ذكرى ولادة فاطمة الزهراء في السنة الثانية أو الخامسة للبعثة. ويستحب فيه الصيام.[21]

## رجب

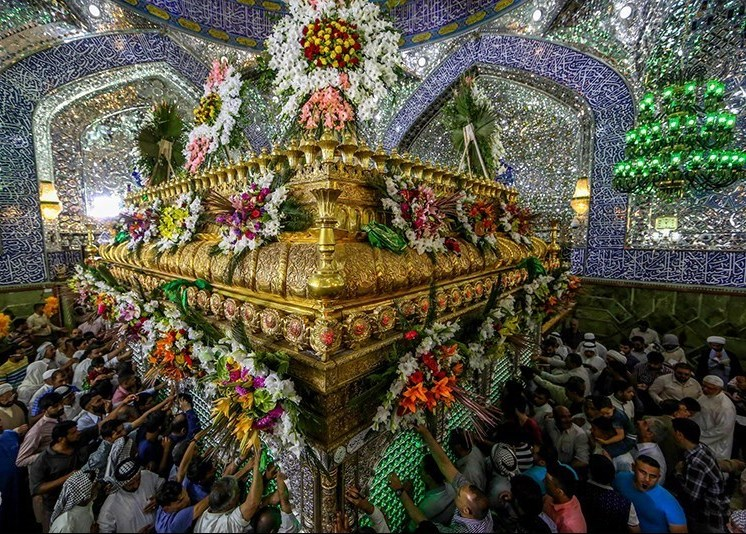
تزيين ضريح الامام علي بن ابي طالب بأكاليل من الورد الطبيعي في ذكرى ميلاده.

- 3 رجب: شهادة الإمام العاشر، علي الهادي، مسموماً سنة 254هـ في سامراء، وله من العمر أربعون سنة.
- 10 رجب: ولادة الإمام محمد الجواد، الإمام التاسع للشيعة، عام 195 للهجرة في المدينة المنوّرة.[22]
- 13 و14 و15 رجب: تعرف هذه الأيام الثلاثة باسم الأيام البيض لشهر رجب. لهذه الأيام الثلاثة أعمال وصلوات وأذكار ذات فضل عظيم، كما أنه يستحب الاعتكاف فيها.[23] ويصادف 13 رجب يوم ذكرى ولادة الإمام الأول علي بن ابي طالب الذی ولد سنة ثلاثين من عام الفيل في بيت الله تعالى.[24] ويصادف 15 رجب يوم وفاة العقيلة زينب بنت الإمام علي سنة 63 هـ طبقا لروايات الشيعة.
- 25 رجب: هو يوم ذكرى شهادة الإمام السابع عند الشيعة، الإمام موسى الكاظم، الذي استشهد مسموماً عام 183 هجري في بغداد.
- 27 رجب: وهو ما يعرف بعيد المبعث، وهو اليوم الذي بعث الله فيه رسول الله طبقا للروايات الشيعية، فهو يوم عظيم ويعد من الأعياد الإسلامية المهمة. ولهذا اليوم أعمال مستحبة ذكرها العلماء في كتب الأدعية وهو يوم صيام.[25][26]

## شعبان

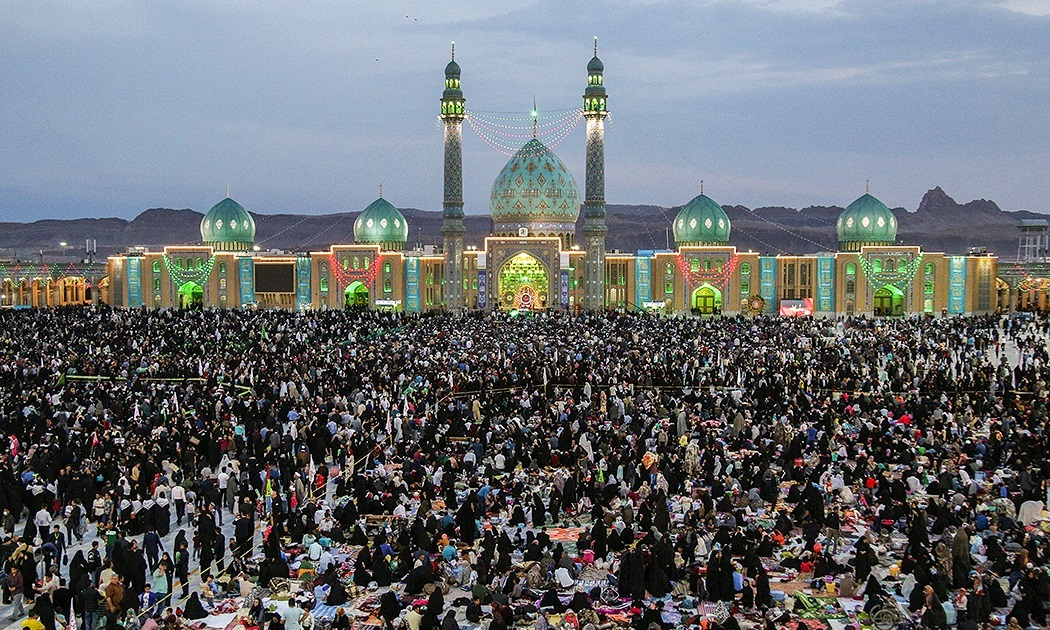
احتفال النصف من شعبان في مسجد جمكران عام 1439.

يعرف هذا الشهر عند الشيعة بشهر المواليد، وتقيم فيه احتفالات ومهرجانات بمناسبة الولادات الشعبانية:
- 3 شعبان: مولد الإمام الثالث الحسين بن علي حفيد رسول الله في عام 4هـ.
- 4 شعبان: مولد العباس بن علي بن أبي طالب المعروف بـأبي الفضل عام 28هـ.
- 5 شعبان: ولادة الإمام علي زين العابدين، الإمام الرابع للشيعة، عام 38 هـ في المدينة المنورة.
- 11 شعبان: ولادة علي بن الحسين الأكبر سنة 33هـ.[27]
- 15 شعبان (قرقيعان): مولد الإمام محمد بن الحسن المهدي الإمام الثاني عشر والأخير عند الشيعة سنة خمس وخمسين ومئتين، وهو يوم يحتفلون الشيعة فيه، وقد ورد عندهم في هذا اليوم وليلته أعمال من صيام وادعية.[28][29]

## رمضان

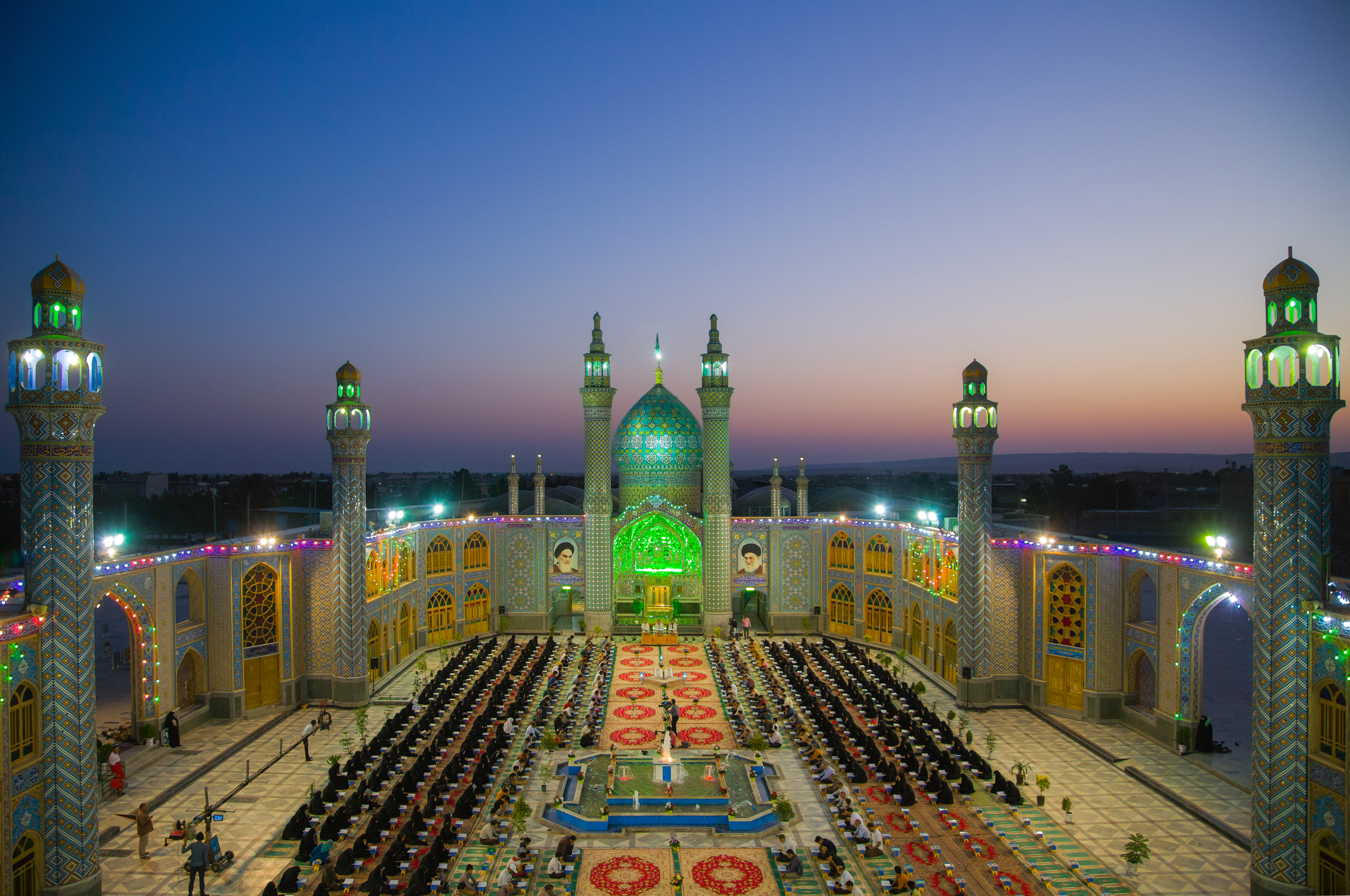
الختمة القرآنية الرمضانية في مقام محمد الأوسط بن علي بمدينة آران وبيدغل.

يعد شهر رمضان من أفضل شهور السنة الهجرية، حيث أنه شهر الرحمة والمغفرة وهو شهر منسوب إلى الله تعالى، وقد فرض الله فيه الصيام.
- 10 رمضان: وفاة زوجة الرسول، خديجة بنت خويلد في العام العاشر للبعثة.[30]
- 15 رمضان (قرقيعان): ولادة سبط النبي الأكبر الإمام الحسن المجتبى في السنة الثالثة للهجرة.
- 19 رمضان: ليلة التاسع عشر هي أولى ليالي القدر وبها تبدأ الأعمال. وهي ليلة جرح أمير المؤمنين عليّ بن أبي طالب على يد ابن ملجم، عام 40 هـ.
- 21 رمضان: ليلة الواحد والعشرين هي ثاني ليلة من ليالي القدر، وهي أفضل من ليلة التاسع عشر، كما هي ليلة استشهاد عليّ بن أبي طالب سنة 40 هـ.
- 23 رمضان: ليلة الثالث والعشرين هي أكبر ليالي القدر وأفضلها، وهي ليلة نزول القرآن على الرسول. تتقدّر في هذه اليلة مقدّرات البشرية لتلك السنة ولهذه اللّيلة عدّة أعمال خاصة سوى الأعمال العامة التي تشارك فيها الليلتين الماضيتين.[31]

## شوال
- 1 شوال: هو يوم عيد الفطر، أحد الأعياد الإسلاميّة الذي يحتفل فيه المسلمون ويأتي بعد صيام شهر رمضان مباشرة، ويحرم فيه الصيام. يؤدي المسلمون في هذا اليوم زكاة الفطرة، ويقيمون صلاة العيد، ويزورون أهلهم وأقرباءهم.[32]
- 8 شوال: ذكرى هدم مراقد ائمة البقيع من قبل الوهابيين سنة 1344 للهجرة.[33]
- 25 شوال: شهادة زعيم المذهب الشيعي الإمام جعفر الصادق سنة 148 هـ مسموماً في زمن الخليفة العباسي المنصور الدوانيقي.

## ذو القعدة

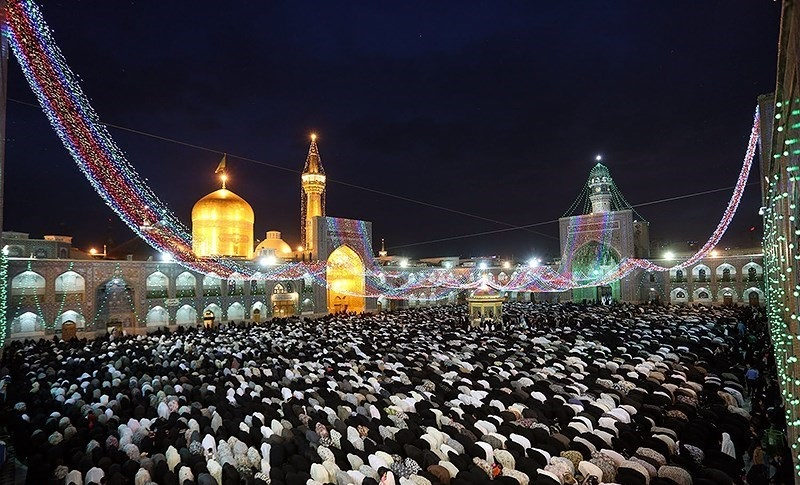
تزيين مرقد الامام الرضا بمناسبة ذكرى ولادته.

- 1 ذو القعدة: ولادة السيدة فاطمة المعصومة بنت الإمام الكاظم سنة 173 هـ.
- 11 ذو القعدة: ولادة الإمام الرضا، الإمام الثامن من ائمة الشيعة في المدينة المنورة سنة 148 هـ.
- 25 ذو القعدة: هو يوم دحو الأرض وطبقا للرويات الشيعية فإنه اليوم الذي دحيت فيه الأرض وبسطها الله تعالى من تحت الكعبة على الماء، وهو أحد الايام الأربعة التي خصت بالصيام بين أيام السنة، وهو يوم مبارك وذو فضل عظيم وقد وردت فيه عدة أعمال عباديّة.[34]
- 30 ذو القعدة: وفاة الإمام محمّد الجواد سنة 220هـ بالسمّ على يد الخليفة المعتصم‌ وله من العمر 25 سنة. وقد دفن في الكاظمين قرب بغداد بجوار جدّه الإمام موسى بن جعفر.[35]

## ذو الحجة
- 1 ذو الحجة: ذكرى زواج الإمام علي من فاطمة الزهراء في السنة الأولى من الهجرة النبوية، تحظي هذه الواقعة بأهمية كبيرة عند الشيعة لأن كلا منهما من اعظم الشخصيات وأن سائر الأئمة هم من هذا الزواج.[36]
- 7 ذو الحجة: إستشهاد الإمام محمد بن علي الباقر سنة 114 هـ حسب القول المشهور.[37]

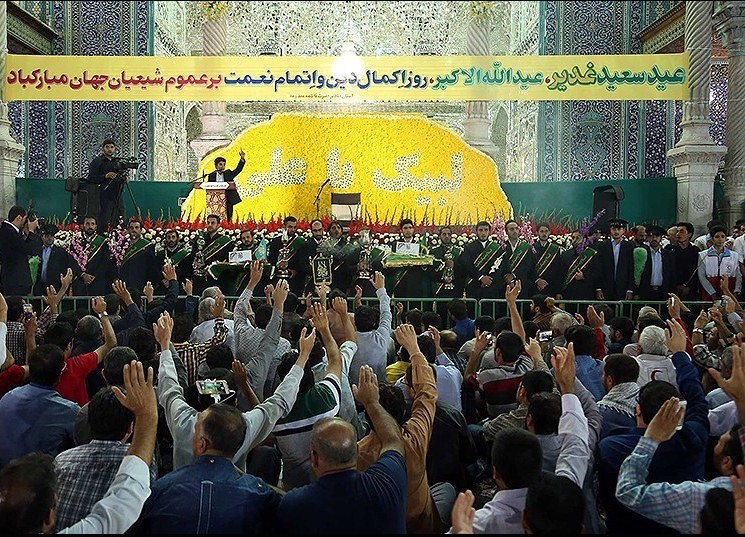
الإحتفال بعيد الغدير في مرقد الشاه عبد العظيم الحسني.

- 9 ذو الحجة: يوم الوقوف بعرفة وهو اليوم الأبرز من أيام الحج، يقف الحُجّاج فيه على جبل عرفة حيث أن الوقوف بعرفة يعد أهم أركان الحج. ويستحب لمن لا يحج زيارة الحسين بن علي في هذا اليوم، وهو يوم الصيام والدعاء.
- 10 ذو الحجة: وهو ما يعرف بعيد الأضحي، وهو من اعياد المسلمين ويتم الاحتفال به سنويا. ويبدأ بعد انتهاء الحجاج من أداء مناسك الحج فهم يقومون بذبح الأضاحي في هذا اليوم. ومن أعمال هذا اليوم: الغسل، وهو من المستحبّات المؤكّدة، وأداء صلاة العيد وقراءة دعاء الندبة وزيارة الإمام الحسين. لكن يحرم الصيام فيه.[38]
- 15 ذو الحجة: ولادة الإمام علي الهادي عام 212هـ في المدينة المنورة.
- 18 ذو الحجة: عيد الغدير هو من أكبر الأعياد عند الشيعة، ويُعرف أيضاً بعيد الولاية وعيد اكمال الدين واتمام النعمة. ففي هذا اليوم في العام العاشر من الهجرة، وأثناء رجوع المسلمين من حجة الوداع إلى المدينة المنورة، أمر الرسول بالتوقف في مكان يُسمى بـ «غدير خم»، حيث قام بإلقاء بعض الوصايا المهمة على المسلمين، ثم أعقب ذلك بتبيان فضل علي بن أبي طالب على وجه الخصوص، حيث كان مما قاله في حقه، بعد أن أخذ بيده ورفعها عالياً ليشاهدها الألاف من المسلمين الحاضرين «من كنت مولاه، فهذا علي مولاه». فيعتقدوا علماء الإمامية بأن الرسول في تلك الواقعة قد صرّح باستخلاف علي بن أبي طالب ليصير خليفة للمسلمين من بعده. يستحب في هذا اليوم الصيام وقراءة دعاء الندبة.[39]